# Johnny Tremain
Pour plus de détails, voir Fiche technique et Distribution.
Johnny Tremain est un un film américain réalisé par Robert Stevenson sorti en 1957.
Il s’agit d'une adaptation du roman Johnny Tremain (1943) d'Esther Forbes. Il est inédit en France.

## Synopsis
Johnny Tremain est un apprenti orfèvre de Boston arrogant et exceptionnellement habile qui rêve de posséder un jour son propre magasin et devenir riche et respecté. Victime d'un acte de sabotage de matériel il se blesse à la main et ne peut poursuivre le travail chez son maître. Il rejoint peu après les Fils de la Liberté et leur mouvement en faveur de l'indépendance américaine. En chemin, Johnny prête main-forte à plusieurs importants personnages historiques dont Paul Revere, Samuel Adams et Joseph Warren. L'histoire atteint son apogée avec le début de la guerre d'indépendance des États-Unis.

## Fiche technique
- Titre : Johnny Tremain
- Réalisateur : Robert Stevenson
- Assistant-réalisateur William Beaudine Jr.
- Scénario : Thomas W. Blackburn d'après un roman d'Esther Forbes
- Photographie : Charles P. Boyle
- Montage : Stanley E. Johnson
- Musique : George Bruns
  - Orchestrations : Edward H. Plumb, Franklyn Marks
  - Chansons : George Bruns et Thomas W. Blackburn (Johnny Tremain , Liberty Tree)
- Direction artistique : Carroll Clark, William H. Tuntke
- Décors : Emile Kuri, Fred M. MacLean
- Costumes : Gertrude Casey, Chuck Keehne
- Maquillage : David Newell
- Coiffure : Lois Murray
- Conseiller Technicolor : D. R. O. Hatswell
- Son : Robert O. Cook (superviseur), Frank McWhorter (enregistreur)
- Effets visuels : Peter Ellenshaw (matte artiste)
- Effets spéciaux : Ub Iwerks
- Société de production : Walt Disney Productions
- Société de distribution : Buena Vista Film Distribution Company
- Pays :  États-Unis
- Langue : anglais
- Format : Couleur (Technicolor), CinemaScope
- Durée : 80 min

Sauf mention contraire, les informations proviennent des sources suivantes : Leonard Maltin, John West et IMDb

## Distribution
- Hal Stalmaster : Johnny Tremain
- Luana Patten : Priscilla Lapham
- Jeff York : James Otis
- Sebastian Cabot : Jonathan Lyte
- Dick Beymer : Rab Silsbee
- Rusty Lane : Samuel Adams
- Walter Sande : Paul Revere
- Whit Bissell : Josiah Quincy
- Walter Coy : Dr Joseph Warren
- Will Wright : Ephraim Lapham
- Virginia Christine : Mrs. Lapham
- Ralph Clanton : Gen. Gage
- Lumsden Hare : Adm. Montagu
- Gavin Gordon : Col. Smith
- Geoffrey Toone : Maj. Pitcairn
- Anthony Ghazlo Jr. : Jehu
- Charles Smith : horse tender
- Sharon Disney : Dorcas
- Cyril Delevanti (non crédité) : M. Robert Newman
- Dates de sortie :

Sauf mention contraire, les informations suivantes sont issues de l'Internet Movie Database.
- États-Unis : 19 juin 1957
- Italie : 12 mars 1958
- Danemark : 7 avril 1958
- Finlande : 16 mai 1958
- Suède : 14 décembre 1959

Source : John West et IMDb

## Origine et production
Le film a d'abord été conçu comme deux épisodes télévisés,, des mini-séries de l'émission Walt Disney Presents diffusée sur ABC. Le film est ainsi découpé en deux segments. Le premier se déroule en 1773 et évoque les ambitions de Johnny Tremain contrecarrées par un accident dans la forge puis le procès contre Jonathan Lyte avant que Johnny rejoigne les Fils de la Liberté. Le second segment se déroule en 1775 et évoque les premiers moments de la guerre d'indépendance des États-Unis sous les ordres du Général Thomas Gage. En raison de l'accroissement des coûts de production, Walt Disney a décidé d'en faire un film.
Ce film est la première participation du réalisateur britannique Robert Stevenson à une production Disney,. Peter Ellenshaw a dessiné les impressionnants tableaux du port de Boston, de Boston la nuit et du site des combats de Lexington Green. Le tournage s'est déroulé dans les studios Disney à Burbank et dans la vallée de San Fernando. En raison du grand nombre d'acteurs et de figurants le plateau Stage 2 a été converti temporairement en garde-robe pour costumes les Redcoats et les Minutemen ayant compté 250 figurants lors des batailles de Lexington et de Concorde.
Parmi les acteurs du film on peut retrouver Luana Patten, dix ans après ses débuts dans Mélodie du Sud (1946) et Coquin de printemps (1947), incarnant un rôle plus mature, celui de la petite amie de Johnny,. Hal Stalmaster est un acteur de 17 ans découvert par le studio et qui joue ici son premier rôle, un rôle-titre. La distribution comprend Sharon Disney, fille cadette et adoptive de Walt Disney,. John West précise que son rôle est à peine visible mais le service promotionnel du studio a largement évoqué le sujet présentant même un commentaire du réalisateur Robert Stevenson qui la gratifie « d'une personnalité expressive et attrayante et que si la carrière théâtrale l'attire, elle devrait connaître le succès. »

## Sortie et accueil
Peu avant la sortie du film, Disney a diffusé le 29 mai 1957 dans l'émission Walt Disney Presents une bande-annonce du film couplée au court métrage d'animation Franklin et moi (1953). Malgré sa sortie au cinéma en 1957, la diffusion à la télévision s'est fait dès l'année suivante. Le premier épisode a été diffusé le 21 novembre 1958 sur ABC sous le nom The Boston Tea Party. Le second épisode intitulé The Shot That Was Heard Around the World a été diffusé sur ABC le 5 décembre 1958.
Le film a reçu un accueil globalement positif de la part du public et des critiques qui ont apprécié la trame de l'histoire vive, les scènes spectaculaires et les personnages convaincants. Mais une interprétation politique s'est rapidement mêlée au film car certains critiques y ont vu une commémoration patriotique de la liberté et de la démocratie alors que le pays vit la guerre froide. Plusieurs associations font le parallèle entre la guerre de Sécession et la guerre froide et justifie l'attrait du public jeune et adulte qui rappelle l'esprit révolutionnaire et patriotique. Steven Watts cite un critique qui considère que Walt Disney rend service à la jeunesse américaine en rappelant les débuts de leur nation. Le studio a par la suite réalisé d'autres productions sur le thème de la rébellion face à la « tyrannie britannique » dont la série télévisée Le Renard des marais (1959-1961).
le film a été édité en vidéo en 1983.

## Analyse
Pour Leonard Maltin, le principal avantage de ce film qui convient à un jeune public est de rendre visible, « réel et en trois dimensions, » ce que de nombreux livres sur l'histoire américaine étalent en prose. Maltin trouve que le film parvient à présenter les événements de la guerre d'indépendance des États-Unis de manière nuancée, non manichéenne en mélangeant les émotions des personnages des deux camps. Pour John West le film est « bon mais sans plus » malgré un scénario précis qui expose clairement les tenants et aboutissants de la guerre d'indépendance. Le film présente un aspect éblouissant grâce aux peintures matte de Peter Ellenshaw mais le jeu des acteurs ne suit pas. La distribution est juste suffisante avec assez peu de rebondissements ce qui rend difficile pour le spectateur de s'intéresser au film. Pour Steven Watts, le film fait partie des histoires américaines du XIXe siècle adaptées par le studio Disney durant les années 1950, comprenant une importante part de nostalgie dont Danny, le petit mouton noir (1947) est le prototype. L'histoire est centrée sur un jeune garçon de Boston qui devient le témoin de la naissance de la révolution américaine.
Le film comprend une partie musicale avec par exemple la chanson Liberty Tree, très souvent considéré comme caractéristique des productions Disney. De plus le film confirme que le studio Disney a souvent utilisé l'histoire réelle comme source de ses productions tant cinématographiques que télévisuelles.